# Ekki Múkk
"Ekki Múkk" 是席格若斯第六張錄音室專輯壓解的第二首曲目，這首歌以及搭配的動畫影片於2012年3月26日第一次釋出於他們的官方網站。
在4月21日的唱片行日，席格若斯公佈了10吋黑膠特別版本的 Ekki Múkk，這張唱片的B面則是演奏曲 Kvistur，B面這首歌曲也是專輯預購的附贈歌曲。

## 動畫影片
"Ekki Múkk" 的動畫影片是在2012年3月26日公佈在他們的官方網站 sigurros.com、Vimeo 以及 Youtube。